# Municipio de Greenway
El municipio de Greenway (en inglés: Greenway Township) es un municipio ubicado en el condado de Itasca en el estado estadounidense de Minnesota. En el año 2010 tenía una población de 1939 habitantes y una densidad poblacional de 20,78 personas por km².

## Geografía
El municipio de Greenway se encuentra ubicado en las coordenadas 47°19′37″N 93°15′4″O / 47.32694, -93.25111. Según la Oficina del Censo de los Estados Unidos, el municipio tiene una superficie total de 93.32 km², de la cual 86,92 km² corresponden a tierra firme y (6,86 %) 6,4 km² es agua.

## Demografía
Según el censo de 2010, había 1939 personas residiendo en el municipio de Greenway. La densidad de población era de 20,78 hab./km². De los 1939 habitantes, el municipio de Greenway estaba compuesto por el 95,31 % blancos, el 0,31 % eran afroamericanos, el 2,27 % eran amerindios, el 0,31 % eran asiáticos, el 0,05 % eran de otras razas y el 1,75 % eran de una mezcla de razas. Del total de la población el 0,77 % eran hispanos o latinos de cualquier raza.